# Аттан

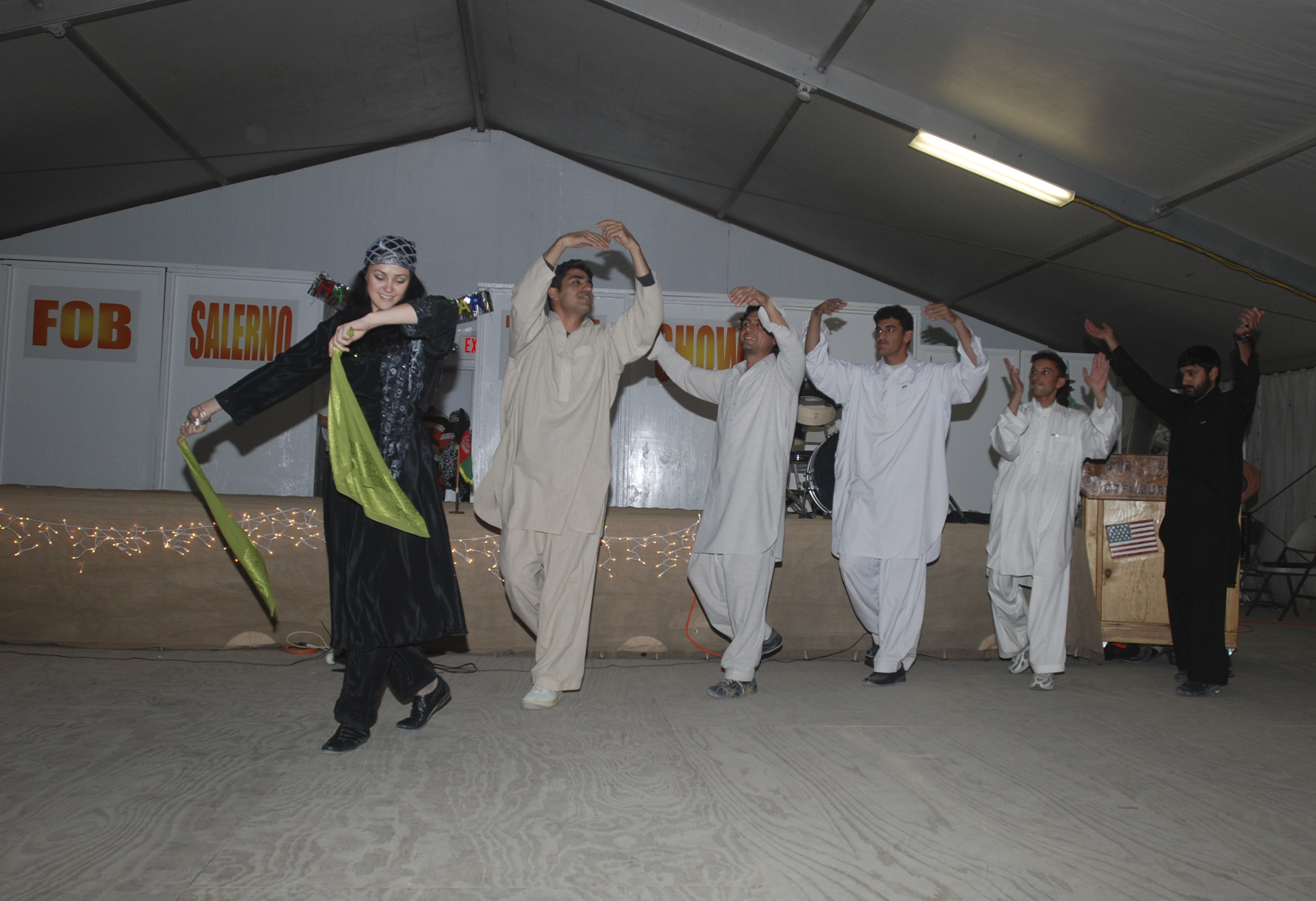
Аттан

Аттан — традиционный пуштуно-афганский танец и национальный танец Афганистана. Возник во времена античности в пуштунских племенах Бактрии и обычно исполнялся мужчинами как ритуальный танец. Позже аттан стал также использоваться как боевой танец афганских мусульман.
Существуют разные виды аттана: боевые, праздничные, исполняемые на свадьбах, семейных сборищах, а также посвященные наступлению весны.
Аттан обычно исполняется под дхол (двусторонний барабан, имеющий низкий и тихий резонирующий звук). Среди инструментов также могут быть: табла, 18-струнный робаб, сурнари (или шанаи в Индии, зурна в Центральной Азии и Турции, зурла в Македонии) деревянная флейта, известная как тула. Техника исполнения аттана сильно изменилась за века, но основа осталась без изменений. Это круговой танец, в котором участвуют от двух до свыше сотни человек. Исполнители танца ритмично двигаются по кругу друг за другом, кружась, и ускоряя ритм.
В более сложных аттанах есть руководитель, который медленно танцует, используя разные стили и техники, и последний круг заканчивается после того, как он дает сигнал (кладет руку на пол или взмахивает ею). Музыканты во время аттана полностью подчиняются ему и играют так, как он говорит.
Танец продолжается в среднем от 5 до 30 минут, но может длиться и 5 часов. Аттан закончится, когда уйдет последний танцор. Танцующие сильно устают во время аттана, так как испытывают большое физическое напряжение. Танец очень популярен повсюду в Афганистане и исполняется круглый год на всех праздниках.
В Афганистане каждая деревня имеет свой собственный уникальный стиль, поэтому существует много разновидностей аттана: Кабули, Вардаки, Логари, Кхости/Пактиа, Херати, Кочано, Кхаттак, Пашайи (исполняется с сурнари), и Нуристани.
Все эти стили могут быть использованы и перемешаны афганцами из разных деревень и нередко жители одной провинции танцуют лучше в стиле, который возник в другой провинции.